# Club Atlético All Boys
El Club Atlético All Boys és un club de futbol argentí de la ciutat de Buenos Aires, al barri de Floresta. El seu estadi, Islas Malvinas està situat al barri de Monte Castro. Va ser fundat el 15 de març de 1913.
El club es va fundar el 15 de març de 1913 per veïns de Floresta, Buenos Aires, el nom que All Boys reflectien la joventut dels fundadors, i seguits la tradició argentina de clubs de futbol que anomenen en anglès, inclouen uns altres exemples, els Newell's Old Boys, Racing Club de Avellaneda, River Plate i Boca Juniors. All Boys només lletregen en el primer vol de futbol argentí durant l'era professional venia entre 1973 i 1980. El 2010 va tornar a la Primera Divisió després de guanyar Rosario Central la promoció.

## Estadi
L'estadi del club és l'Islas Malvinas, inaugurat el 1963. La capacitat de l'estadi és de 21.000 espectadors.

## Palmarès

### Torneigs nacionals
- Segona divisió argentina: 1972
- Tercera divisió argentina: 1946, 1950, 1992/1993, 2007/08

## Jugadors destacats
- Sergio Batista (1997-1999)
- Juan Barbas (1994-1997)
- Gustavo Bartelt (1993-1997 / 2008- Present)
- Néstor Fabbri (2004-2005)
- Martín Andrés Romagnoli (1994-1998)
- Carlos Tévez (joventut)
- Damián Óscar Timpani (1989-1993)
- Agustín Torassa (2007)
- Ariel Silvio Zárate (2007- 2011)